# Casa de Cominges

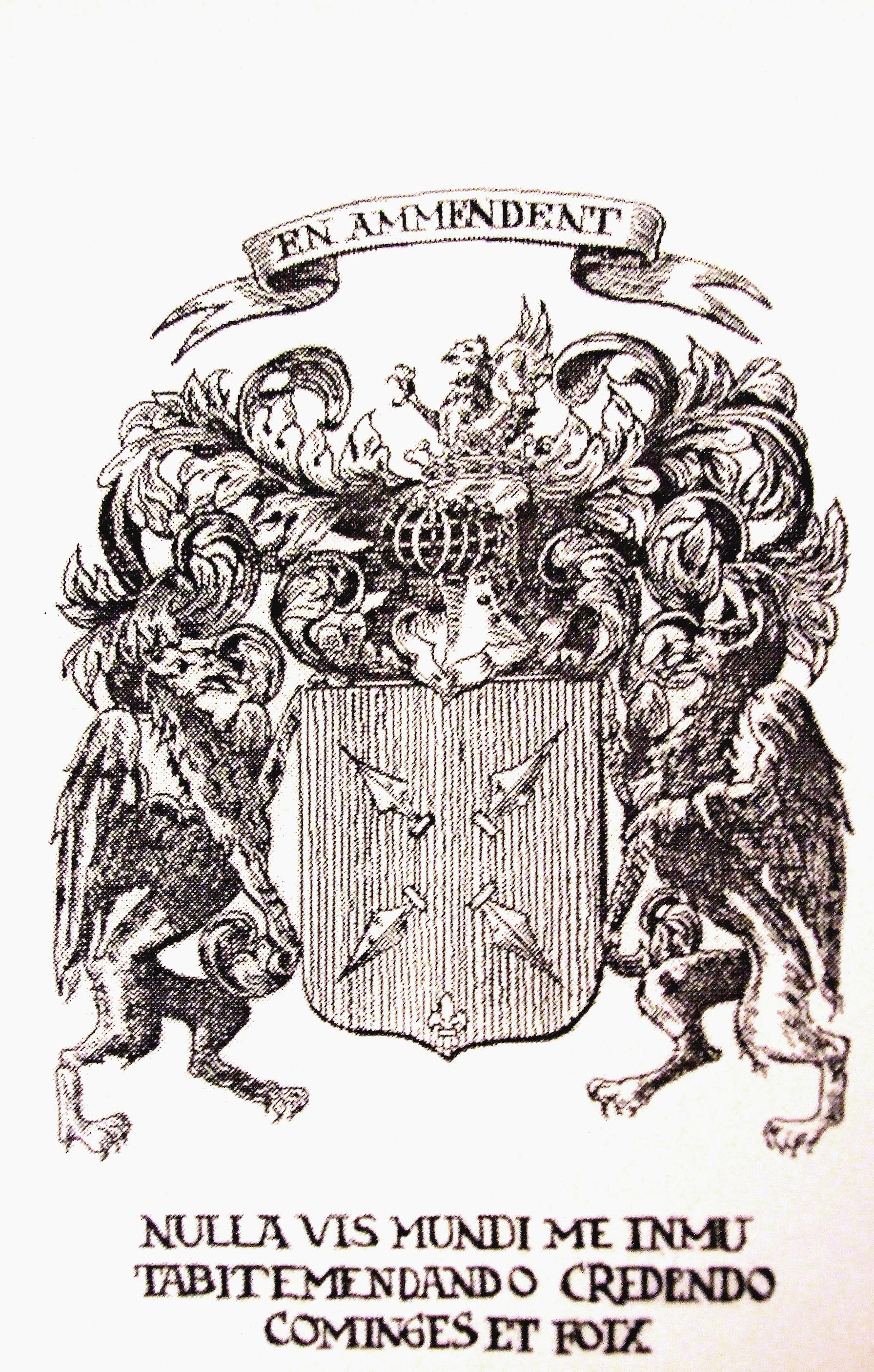
Escudo de la rama española de la Casa de Cominges.

La Casa de Cominges es una de las familias nobles más antiguas de Francia, la cual ya gobernaba a comienzos del siglo X, como príncipes soberanos e independientes, los países de Cominges, de Couserans, de Carcasona, de Razés y de Foix, que equivalen a tres de los veintisiete grandes principados en los que se dividía Francia en la Alta Edad Media. Los orígenes de la Casa de Cominges se encuentran dentro de la casa ducal de Gascuña, emparentados con la casa ducal de Aquitania, con los duques de Normandía y las casas condales de Tolosa, Rouergue y Astarac. Todo ello hace de la Casa de Cominges una de las familias más antiguas e históricamente más importantes de la Nobleza Inmemorial Francesa.
La rama de la familia que heredó el país de Cominges se mantuvo independiente, libre y soberana, sin sumisión a ningún poder, desde sus orígenes a principios del siglo X hasta la incorporación de sus Estados a la Corona de Francia, hecho ocurrido tras la muerte de Mateo de Foix-Cominges, conde de Cominges y vizconde de Lautrec, caballero de la Orden del Toisón de Oro, en el año 1453. Como consecuencia de ello, el condado de Cominges pasó a la corona de Francia, aunque lo cedió nominalmente a la casa de Armagnac (1461), después a la casa de Foix-Lautrec (1472), en 1498 volvió nuevamente a la Corona de Francia y, finalmente, recayó de nuevo en la casa de Cominges (1638), que lo ha ostentado hasta nuestros días.

## Historia

### SiglosX-XI
El origen de este linaje se encuentra en Roger de Cominges, conde de Carcassonne, Razés, Foix, Couserans y Cominges entre 923 y 933. El conde Roger era lugarteniente de Guillermo II, duque de Aquitania y conde de Auvernia, el cual envió en el año 923 al conde Roger a pacificar el Languedoc y enfrentarse a los condes de Tolosa por el control de la zona. El conde Roger había acompañado en muchas ocasiones al duque Guillermo II de Aquitania (hijo de Alfredo d´Auvernia, conde de Carcassonne y Razés), conde de Razes antes de heredar el ducado de Aquitania, el cual estaba casado con una hija de Rollo de Normandía.
Algunas fuentes señalan al conde Roger como marido de Arsinde, condesa de Razés, hija Alfredo II de Carcassonne , conde de Carcassonne y  Auvernia, hermano del duque Guillermo II de Aquitania. El conde Roger y Arsinde son los padres de Arnaldo y de Roger de Cominges. El conde Arnaud I se casó con la hija del conde de Tolosa; mientras que el otro hermano, el conde Roger II, emparentó con el linaje de Rouergue.
Roger de Cominges, conde de Carcassonne y Razés en 928, casado con Arsinde, hija del conde Alfredo II de Carcassonne y Razés, hermano del duque Guillermo de Aquitania, duque de Septimania. Son padres de:
1. Arnaldo I de Cominges, conde de Carcassonne y de Razés en 933.
2. Rogelio II de Cominges, conde de Carcassonne y Razés en 949.

Los dos hermanos, los condes Arnaldo y Rogelio de Cominges, recibieron los derechos sobre gran parte del Languedoc; vencieron a los condes de Tolosa, consolidando su poder en Carcasona; se enfrentaron a los condes de la Cerdaña, Besalú y Barcelona, descendientes de Bellón y Wifredo el Velloso, (ambos de la casa de Carcassonne), ampliando su zona de dominación por el Razés y Foix. También amplían su autoridad hacia el Oeste, dominando el Cominges y el Couserans.
De los condes Arnaldo y Rogelio descienden todas las ramas de la casa de Cominges, muchas de ellas en permanente conflicto abierto por los derechos territoriales, enfrentamientos que heredaron sus nietos, biznietos,… todos los miembros se llaman condes y todos se reservan los derechos a Carcassonne y Cominges. Además, por sus alianzas matrimoniales con la casa de Toulouse, Barcelona y Trencavel, se van incorporando nuevos personajes en la lucha por los derechos territoriales del Languedoc.
Hasta el año 1060, la dinastía condal posee los títulos y derechos sobre los condados, señoríos, ciudades, castillos, obispados y abadías de Carcassonne, Razès, Foix, Cominges, Couserans y, tras su incorporación, Bigorre.

#### Arnaldo I de Cominges y su descendencia
Arnaldo I (hijo primogénito de Roger de Cominges, conde de Carcassonne y Razés en 928 y Adelaida, hija, a su vez, de Guillermo, duque de Septimania), se casó con Arsinde, hija de Alfredo, duque de Aquitania y conde de Auvernia, la cual transmitió los derechos sobre los condados de Carcassonne y Razés a su marido.
Arnaldo I de Cominges y Arsinde de Aquitania son padres de Roger II, que continúa la línea sucesoria.
Arnaldo I (fallecido después del 27 de noviembre de 957), conde de Cominges, conde de Couserans, conde de Carcassonne, de Razés y de Foix, casado con Arsinde. (¿de Auvernia, de Carcassonne o de Rouergue?) en 925-935, tuvo cuatro hijos:
1. Arsenda de Cominges, casada con Guillermo II, marqués de la Provenza y conde de Arlés. Son padres de Guillermo III, Conde de la Provenza.[32]
2. Rogelio II de Cominges, conde de Cominges, de Carcassonne, de Couserans y de Foix.
3. Eudes-Odón, conde de Razés, casado con Altrude,[33] murió en 1011, y es padre de Arnaldo, conde de Razés.
4. Ramón I, conde de Cominges, es padre de Bernardo I, conde de Cominges hasta 998. A Bernardo I le sucedió su hijo Pepin, conde de Cominges hasta 1039. Pepin fue padre de Bernardo II de Cominges y de Galinde, casada con Aznar Athon, señor de Tena.

Roger II de Cominges, de Carcassonne y de Couserans. A finales del siglo X, la extensión de la dominación de Roger II el Viejo, legitimada y fortalecida por las victorias (En 979 el conde Roger de Cominges venció y dio muerte al conde Ramón IV de Toulouse, en 981 se enfrenta a Oliva Cabreta, conde de Cerdaña y de Besalú) y un buen matrimonio (su esposa Adelaida es de la dinastía de los condes Melgueil-Rouergue), se refleja directamente en su Testamento, legando derechos y bienes en la zona meridional del condado de Toulouse, de Cominges, de Couserans, de Razés, de Foix y zonas del condado de Beziers. Roger II es, por lo tanto, uno de los grandes príncipes territoriales de finales del siglo X, además del título de Conde, también se le conoce como princeps (príncipe en 978 y 1002), dux (duque, a 978, en un poema), y comestibles marchio (Conde y Marqués, 984). Así mismo, Roger II, goza de una autoridad cuasi-independiente (incluso se puede sospechar una fuerte oposición a la elección de Hugo Capeto).
En 969 contrae matrimonio con Adelaida de Rouergue, la cual era viuda de su tío el conde Roger I de Cominges. Por un testamento escrito en 1002, Roger II dona sus tierras a sus hijos: Ramón, Bernardo y Pedro.
A su hijo Ramón Roger le dona el condado de Carcassonne, una porción del condado de Razés y la tercera parte del condado de Cominges. A su hijo Bernardo Roger, el condado de Couserans y el castillo de Foix. A Pedro, la mayor parte de las abadías situadas en los diferentes países gobernados por su padre.
Roger II de Cominges murió después de 1012, y sus hijos fueron:
1. Ramón I Roger, conde de Carcasona. Casado en el año mil con Garsenda, heredera del condado de Béziers, de ellos descienden los condes o vizcondes de Carcassonne y de Beziers.
2. Pedro-Roger, obispo de Gerona de 1010 a 1050.
3. Ermenesinda, condesa de Barcelona y Gerona, casada en 990 con Ramón Borrell, conde de Barcelona.
4. Bernardo I Roger, conde de Couserans y 1.er conde de Foix. Heredó el condado de Bigorra por su matrimonio con Garsenda, hija de García Arnaldo, conde de Bigorre. También fue pretendiente al condado de Carcassonne, por lo que estuvo en lucha contra su hermano. De él descienden las siguientes ramas familiares:

- Bernardo de Couserans (-24 de junio de 1077). Conde de Bigorra. De él descienden los condes soberanos de Bigorra.
- Pedro Bernardo de Couserans (-1071). Conde de Foix y Conde de Couserans. De él descienden los condes soberanos de Foix.
- Hermisenda de Couserans (1015-1049). Reina de Aragón. Casada con el primer rey de Aragón, Ramiro I de Aragón. De ellos descienden los reyes de Aragón.
- Estefanía (-1058/1066). Según el autor Jean de Jaurgain, y otros cronistas, Estefanía, reina de Pamplona por su matrimonio con el rey García Sánchez III, sería hija de Roger II de Cominges. Sin embargo, lo más probable es que fuese miembro de la Casa de Barcelona, hija de Ramón Borrell y de Ermesenda de Carcasona.

#### Roger II de Cominges y su descendencia
Roger II, conde de Cominges, segundo hijo del conde Roger de Cominges y Adelaida de Septimania, fue conde de Cominges y Cousernas hasta su fallecimiento (hecho ocurrido después del 7 de abril de 949), hermano de Arnaldo I, conde de Cominges, de Carcassonne, de Razés y de Couserans. Casado con Adelaida de Rouergue, tiene dos hijos:
1. Arnaldo II, conde de Cominges, que continúa la línea.
2. Pedro, obispo y conde de Cominges.

El conde Arnaud II de Cominges tuvo tres hijos de un matrimonio constituido en 985:
1. Roger III, conde de Cominges.
2. Odón I, conde de Cominges. Murió en 1035, y es padre de Bernardo III de Cominges, que a su vez fue padre de: Ramón Bernardo, conde de Cominges y muerto sin descendencia en 1108; Bernardo, conde de Benque sobre el año 1105; Roger, abad de Peyrissas en 1105; y Fortanier, conde de Benque junto a su hermano.
3. Bernardo, obispo de Toulouse.

Roger III, conde de Cominges, casado con Aldane en 1015, es padre de:
1. Arnaud III Roger de Cominges, conde de Cominges, se casó en 1045 y es padre de: Roger IV de Cominges; Bernard Arnaud, muerto en 1105; Raimond Arnaud, casado en 1075, le sucedió su hijo también llamado Arnaud; Brune de Cominges, casada con el señor de Pointis.
2. Bernard, obispo de Cominges de 1055 a 1060.

El conde Roger IV de Cominges sucedió a su padre, Roger III de Cominges, el 5 de noviembre de 1073, muerto en 1105, es padre del conde Bernard I de Cominges.

### SiglosXII-XIV

La Gascuña en 1150.

Desde sus inicios, el condado de Cominges estaba muy repartido entre las diferentes ramas de la casa de Cominges. Hay que esperar hasta principios del siglo XII para que todo el país estuviera bajo la soberanía de una única persona: Bernardo I de Cominges. Bernardo I estuvo bajo la tutela de su tío Ramón Arnaldo hasta 1105. Combatió a los moros en España, donde participó en la conquista de Zaragoza, en 1118 o Calatayud y Tudela en 1119. Fue conde de la totalidad de la región de Cominges, sin compartir la soberanía con ningún pariente suyo, incluyendo los países de Couserans, Saves y Arán. Casado con Días de Samatán en 1120, recibe como dote los señoríos de Samatán y de Muret, cuya ciudad es convertida en la capital de los Estados de Cominges.

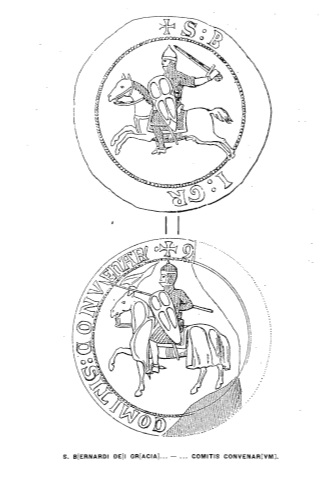
Sello doble. Bernardo, Conde de Cominges por la Gracias de Dios (1226)

Bernardo II de Cominges, conde de Cominges, hijo del anterior y muerto sin descendencia en un combate cerca de Saint Gaudens en 1150. Bernardo II intervino, en 1135, para restablecer la paz entre el rey de Castilla y el Rey de Aragón, y ese mismo año asistió a la coronación de Alfonso VII de León como emperador de España.
Dodón o Bernardo III de Cominges. Porta el título de señor de Samatán en el momento de suceder a su hermano en 1155. En 1181 Bernardo III de Cominges se alió con el conde de Urgel contra su primo Ramón-Roger, conde de Foix. Casado con Laura de Toulouse en 1150 es padre de:
Bernardo IV (Ego, Bernardus, divina miseratione comes convenarum, 1201), conde de Cominges y de Bigorre, vizconde de Marsan, señor de Muret, de Samatán y de Zaragoza; señor de Montpellier por su matrimonio con María de Montpellier, repudiada tras un acuerdo con Pedro II de Aragón. En tiempos de la Cruzada contra los albigenses, los condes de Foix y Cominges olvidaron su rivalidad y se unieron, junto al vizconde de Bearn, yerno de Bernardo IV, al conde de Toulouse, primo-hermano de Bernardo IV, en su lucha contra los cruzados. Tomó parte en la guerra Albigense, prestando su apoyo a su primo Ramón VI de Tolosa, contra Simón IV de Montfort, el cual saqueó el país de Cominges. Uno de los hijos de Simón IV de Montfort, conde de Carcassonne, Guido de Montfort se casó con Petronille de Cominges para heredar el condado soberano de Bigorra, tras la anulación de su matrimonio con Nuño Sánchez de Aragón. Participó también en la Batalla de Las Navas de Tolosa, en 1212, para buscar la reconciliación con el legado papal, el obispo de Narbona.
En enero de 1213, el conde de Toulouse junto a sus aliados, los condes de Cominges, Foix y Béarn, rompiendo los acuerdos de paz con el rey de Francia, el rey de Inglaterra y el Legado Papal, deciden ofrecer homenaje al rey Pedro II de Aragón a cambio de su protección. En septiembre de este mismo año se enfrentan a los cruzados en la capital de un señorío perteneciente a Bernardo IV, Muret. Los aliados son derrotados por Simón IV de Montfort en la famosa Batalla de Muret, donde perdió la vida Pedro II, disolviéndose la alianza.
Para conseguir la restitución de sus Estados, Bernardo IV de Cominges (Ego Bernardus comes Convenarum), tuvo que jurar ante el Legado del Papa, el obispo de Narbona, no volver apoyar a los herejes, teniendo que ir de peregrinación hasta Roma, junto al conde de Toulouse, para conseguir el perdón papal. Sin embargo no abandonó las armas, distinguiéndose al mando del ejército tolosano e infligiendo numerosas derrotas a los cruzados, como en la victoria de Baziège, en el 1219.

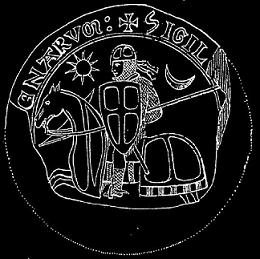
Sello de Bernardo V de Cominges. El sol y la Luna en los sellos antiguos, son una marca de soberanía

Bernardo V de Cominges sucedió a su padre, Bernardo IV, en 1226. Para evitar la confiscación de sus Estados, fue obligado a dar homenaje al rey Luis VIII de Francia. Bernard V se casó el 6 de mayo de 1224 con Cecilia de Foix, hija del conde Raimundo Roger de Foix y de Felipa (de Moncada?).
Bernardo VI (Nos, Bernardus, Dei gratia Comvenarum comes), sucedió a su padre, en la Soberanía de los Estados de Cominges en 1241. Ese mismo año se unió a la causa de Ramón VII, conde de Toulouse. Prestó juramento de fidelidad a (San) Luis IX de Francia, rey de Francia, tras la firma de la Paz de Lorris por la que todos los castillos de Toulouse y Cominges debían jurar fidelidad al rey de Francia y a la Iglesia Católica, aunque indicando que hasta entonces, la casa de Cominges había sido soberana de sus posesiones desde tiempo inmemorial en franco alodio. A su vez rinde homenaje al hermano del rey, Alfonso de Poitiers, conde de Toulouse, por los señoríos que poseía en el condado de Toulouse (por lo que no comprometía su independencia). Bernardo VI hizo donación en vida de su condado a su hijo Bernardo VII de Cominges en (1294). Así mismo, se enfrentó a Roger Bernardo III de Foix por la herencia de los estados soberanos de Béarn, aunque no pudo imponer sus derechos. Casado el 26 de agosto de 1245 con Teresa de Astarac, le sucedió Bernard VII.
Bernardo VII de Cominges, por la gracia de Dios, conde Soberano de Cominges, hijo del anterior, se casa con Laura de Montfort, hija de Felipe de Montfort, conde de Squillace, señor de Castres en Albigeois, y de Jeanne de Levis-Mirepox. Laura trae como dote los señoríos de Albi y Lomberz en Albigeois. Estuvo al servicio del rey de Francia siendo Capitán Real de las Fronteras de Flandes. Murió en 1312 dejando ocho hijos.

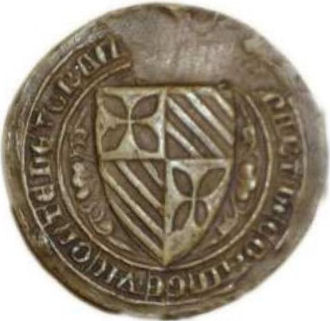
Sello de Bernardo, conde de Cominges y vizconde de Turena

Bernardo VIII de Cominges-Turena (Nos Bernardus de Convenis, vicecomes Turenne, primogenitus alte nobilitatis et potentis viri dom. B. de Convenis, Dei gratia comes Convenarum), sucedió a su padre, Bernardo VII, en la soberanía de Cominges, conservando el condado de 1312 a 1335, cuando le sucedió su hijo Juan I de Cominges que murió en 1339, con cuatro años de edad. Bernardo VIII se casó tres veces: con su prima Pucella de Armagnac, luego con Margarita de Turenne, de quien heredó el vizcondado de Turenne, y por último con Mathe de L´Isle Jourdain, hija de Bernard Jourdain - señor de L´Isle Jourdain- y de Margarita de Foix.
Juana I de Cominges, hija de Bernardo VIII y Marta de L´Isle Jourdain, se proclamó heredera a la muerte de Juan I, con ayuda de la Casa de La Isla Jourdain. Aunque su tío Pedro Ramón, alegando que el condado solo podría recaer en la línea masculina, pretendío la herencia de los Estados, esto desembocó en una guerra civil. Para finalizar dicha guerra y evitar que el condado recayese en la casa de Aragón, ya que otra heredera legal era Cecilia de Cominges, vizcondesa de Turena y condesa de Urgel, hermana de Juan I de Cominges, (Cecilia estaba casada con Jaime I de Urgel), se determinó, por intermediación del Cardenal Juan Ramón de Cominges, que Juana y Pedro Ramón contrayeran matrimonio (1350). De esta forma, los estados de Cominges fueron heredados por el tío de Cecilia, Pedro Ramón II de Cominges.

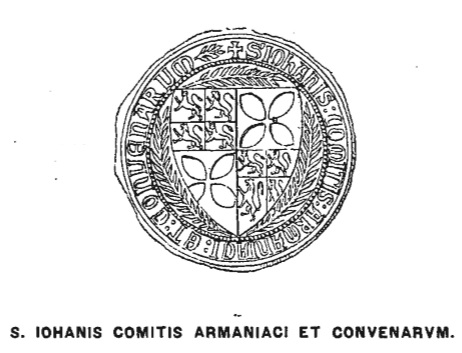
Jean III, conde d´Armagnac y Cominges

Pedro Ramón I de Cominges, vizconde de Serrieres. Autoproclamado conde de Cominges tras la muerte de su sobrino Jean I de Cominges en 1339, y en disputa con su sobrina Juana de Cominges. Se casó con Francoise d´Armagnac. Falleció en 1344, dejando sus derechos a su hijo, Pedro Ramón II de Cominges, que en 1350 se casó con su prima Juana de Cominges, hija de Bernardo VIII y hermana de la condesa de Urgel, para garantizar que la herencia del condado se mantuviese dentro de la casa de Cominges, finalizando la guerra Civil.
Pedro Ramón II de Cominges (Petrus Raymundi eadem gratia comes Convenarum), aliado de su primo el conde de Armagnac, se enfrentó a Gastón II el Paladino, conde de Foix-Bearn, al que derrotó cerca de Montauban. Murió en 1375, dejando como heredera a su hija Margarita I de Cominges, casada con su primo Juan III, conde de Armagnac. Tras enviudar, se volvió a casar por segunda vez, con Juan II de Armagnac-Fezensaguet; nuevamente viuda contrajo matrimonio con Mateo de Foix.

### SiglosXV-XVI
Mateo de Foix se adueñó de los estados de Cominges, encerrando a su mujer Margarita I de Cominges en el castillo de Saverdun, estando recluida durante dos décadas. La princesa Margarita fue liberada en 1443 por intervención del rey Carlos VII, siendo restituida en la posesión de sus Estados (con excepción del vizcondado de Lautrec que se cedió a su marido) y que como agradecimiento los legó al rey de Francia tras su fallecimiento en 1443, aunque la administración de los mismos recayó nuevamente en su marido Mateo de Foix, conde de Cominges y vizconde de Lautrec. Tras la muerte de Mateo en el año 1453, los Estados de Cominges se incorporaron a la Administración Real.

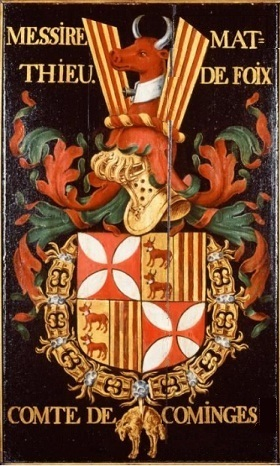
Mateo, Conde de Cominges, Vizconde de Lautrec, Caballero del Toison de Oro

Una hermana de la Princesa Margarita, Leonor de Cominges, contrae matrimonio el 11 de agosto de 1375 con Juan II conde de Auvernia y de Bolonia. Son padres de Juana II de Auvernia , (1378-1424), condesa de Auvernia, de Bolonia y de Cominges, casada en 1389 con Jean de France, Ier duque de Berry y, tras enviudar, con Georges de La Trémoïlle, Grand Chambellan del Rey.
Tras la muerte de Carlos VII de Francia, que había incorporado el condado de Cominges a las Tierras de la Corona de Francia, el rey Luis XI de Francia enajena el condado de Cominges del dominio real, entregándoselo a Juan de Lescun en 1461, Mariscal de Francia, gobernador de Dauphine, teniente general del Ducado de Guyenne, consejero y chambelán del rey. Pero, ya que murió sin hijos varones en 1473, el condado de Cominges se le dio a Odet d’Aydie, señor de Lescun, Gobernador, Almirante y Gran Senescal de Guyenne, para él y sus herederos. Sin embargo, ante la falta de descendencia de Odet de Aydie, el rey Luis XII de Francia lo volvió a reunificar a la Corona por su patente, dada en París el 25 de agosto de 1498, y verificada por la Cámara de Cuentas . A pesar de esta reunión, Hugues de Amboise, señor de Aubijoux, que se había casado con una hija de Juan de Lescun; Juan de Foix, vizconde de Lautrec y Louis de Grammont, que ambos se habían casado con sendas hijas de Odet de Aydie, interpusieron recursos en el Parlamento de Burdeos para el condado de Cominges, pero, por la sentencia de 22 de marzo de 1501, sus pretensiones fueron rechazadas. Aunque nominalmente se le permitió su uso a Juan de Foix-Lautrec, sucediéndole su hijo Odet de Cominges en el año 1494 (Odet, comte de Foix et de Comminge, seigneur et vicomte de Lautrec et de Barbazan, gouverneur de Guienne et lieutenant-général du roi en Italie).
Tras Odet de Cominges, el título nominal del condado de Cominges recayó en Enrique de Foix-Lautrec, conde de Cominges, hijo de Odet de Cominges y Carlota de Albret-Rethel, Condesa de Rethel y Beaufort, que, tras su muerte sin descendencia en 1540, el título nominal pasó de nuevo a la Corona francesa en 1540 en la persona del rey Francisco I.

### SiglosXVII-XIX
El título de los condes de Cominges fue cedido por la Corona a la rama de Cominges-Guitaut (la rama principal de los señores de Roquefort), los descendientes más directos por línea masculina de los antiguos Condes Soberanos de Cominges.
Esta rama es descendiente de Pedro de Cominges, caballero, barón de Roquefort, Saint-Antoine, Guitaut, etc., Senescal y gobernador del condado de Cominges en tiempos de su prima, la princesa Margarita de Cominges. Mateo de Foix, marido de Margarita, sitió el castillo de Roquefort que, tras su toma, encarceló a Pedro de Cominges durante diecisiete años.
De estos señores de Roquefort descienden los señores de Guitaut, que sirvieron en la corte durante el reinado de Luis XV bajo el título de condes de Cominges. Francisco de Cominges, señor de Guitaut, era capitán de la guardia de la reina Ana de Austria en 1643, nombrado Gobernador de Saumur el 3 de marzo de 1650 y "chevalier du Saint-Esprit ". Su sobrino, Gastón Juan Bautista de Cominges (1614-1670), chevalier du Saint-Esprit desde el 31 de diciembre de 1661, ostentaba el título de Conde de Cominges en el año 1638. Casado con Silvia d´Amalby, Tuvieron cinco hijos: Luis, conde de Cominges y gobernador de Saumur y el alto Anjou de 1670 a 1712, en lugar de su padre, fue  aide-de-camp del rey Luis XIV de Francia. Murió en París el 21 de mayo de 1712, sin estar casado. El segundo hijo de Gastón de Cominges, era Felipe Víctor de Cominges; honrado con varias órdenes religiosas y capitán de caballería, fue muerto el servicio del rey, en Alemania, en 1678. El tercer hijo, Francisco de Cominges, nacido en París el 8 de abril de 1660, sirvió en 1682 en Argel, donde obtuvo el grado de capitán de artillería, murió el 16 de junio de 1732 sin descendencia. Por último, dos hijas, una de ellas, llamada Henriette Louise, se convirtió en una monja de la Visitación, en Meaux, y la otra, llamada Anne de Cominges, estaba casado con Jean-Baptiste, señor de Latresne, primer presidente del parlamento de Burdeos, viuda murió, sin hijos en París, 23 de junio de 1706 y enterrado en Saint-Roch.
Tras la extinción de la rama de Cominges-Guitaut, la principal rama de la Casa de Cominges es la de los señores de Peguilhan. Así pues, el título fue cedido por el Rey en 1781 a los señores de Sieuras y marqueses de Lastronques, rama principal de Cominges-Peguilhan, conservándolo hasta 1840 (extinción de esta rama). Roger Américo Agustín de Cominges, marqués de Lastronque, solicitó en 1781 el reconocimiento de los honores que le corresponde en la Corte como descendiente de los Condes Soberanos de Cominges. El genealogista de las Órdenes del Rey, tras examinar las pruebas de nobleza, envió un informe que se conserva en manuscritos de Cherin.
Nicolás de Cominges, vizconde de Peguilham y de St. Etienne (1550-1595). Segundo hijo de Roger I de Cominges, barón de Peguilham y de Juana de Saint-Etienne. Casado en 1580 con Juana de Sieuras, son padres de:
1. Nicolás de Cominges.
2. Helena de Cominges, casada en 1612 con Carlos de Baluzé, señor de Mauzac.

Nicolás de Cominges, señor de Sieuras y vizconde de Peguilham (1589-1649). Casado en 1620 con Claire de La-Roque, son padres de ocho hijos, entre ellos:
Juan de Cominges, señor de Sieuras y vizconde de Peguilham (1630-1691). Casado en 1659 con María de Canals, son padres de:
1. Roger de Cominges, señor de Sieuras, casado en 1711 con Juana Honoría de Canals, señora de La-Roque & Lastronques. Sin posterioridad.
2. Nicolás de Cominges, que continúa la línea.
3. Clara de Cominges, casada en 1692 con Carlos de Bruguiere.
4. Marta de Cominges
5. Catalina de Cominges, religiosa.

Nicolás de Cominges (III de este nombre), señor de Sieuras, vizconde de Peghilham y heredero de los señoríos de La-Roque & Lastronques. Nació el 11 de diciembre de 1691. Casado en 1716 con Filiberta de Montaut, hija de Roger, marqués de Montaut y Catalina de Martres. Muere el 18 de diciembre de 1721. Son padres de:
1. Roger Juan Jaime Enrique de Cominges, que continúa la línea.
2. Juan Luís de Cominges, nació el 14 de septiembre de 1718. Señor de Sieuras, prior de St. Lisier.
3. Roger Agustín de Cominges.[82] Nació el 10 de septiembre de 1720. Capitán de un regimiento de dragones en Caraman, maestre de campo. Asistió a la asamblea de nobleza de Cominges, en Muret, en 1789.
4. María Clara de Cominges. Nació el 21 de noviembre de 1719. Casada en 1733 con Carlos de Pac, señor de Marbre. Tras enviudar, se volvió a casar con Casada en 1740 con Francisco de Falentín, señor de Saintenac.
5. María Margarita Úrsula de Cominges, nacida el 13 de febrero de 1722. Casada en 1746 con Francisco de Pins, marqués de Pins.

Roger Jaime de Cominges, conde de Cominges, marqués de Lastronques, señor de Montaud, Montgazin, etc; vizconde de Montfaucon, Sours y Moulins; etc. Casado en 1746 con Francisca de Buisson de Ressourche, son padres de:
1. Rosa Philiberth Maurice de Cominges, casada en 1770 con Juan Jorge de Fumel, vizconde Fumel, mayor general de armas de las Indias.[84]
2. Roger Luis María de Cominges, que continúa la línea.
3. Américo Roger de Cominges.
4. Antonia Francisca de Cominges.
5. María Dorotea de Cominges. Casada en 1781 con Juan de Buisson, conde y marqués de Bournazel.

Roger Luis María de Cominges, conde de Cominges, señor de Montaut, etc. (1749-1789). Casado en 1778 con Juana María de Gavarret, baronesa de Saint León. Son padres de:
1. Roger Américo de Cominges, que continúa con la línea
2. Marco Antonio de Cominges. Caballero de Malta.[86]
3. Silvia de Cominges. Casada en 1800 con Juan Carlos de Varagne, marqués de Varagne.

Roger Américo de Cominges, conde de Cominges, marqués de Lastronques, señor de Montaut.  Recibió los Honores de la Corte como desdendiente de la antigua Casa Soberana de Cominges. Casado en 1802 con Ana María de Spinola. Son padres de:
1. María Agustina de Cominges, casada en 1821 con Fipogena de Pac de Fronsac.
2. Luisa Celeste de Cominges, casada en 1827 con Eduardo de Gavarret, marqués de Gavarret.
3. María Luisa de Cominges, casada en 1840 con Pedro de Bourdoncle de Saint Salvy.
4. María Teresa de Cominges, casada en 1844 con Cipriano de Bellissen, vizconde de Bellissen-Durban.

Tras la extinción de la rama de Cominges-Sieuras, la titularidad del condado pasó a los barones de Saint-Lary, la actual rama principal de la casa de Cominges-Peguilhan y, que hoy en día, ostentan el título de condes de Cominges, mil años después de que su antepasado directo, por línea paterna, Roger I de Cominges, obstentase el título de conde de Cominges.

### SiglosXX-XXI
Los actuales condes de Cominges y señores de Saint-Lary " (rama afincada en Francia y Nueva York). Descendientes de Pablo de Cominges y Juana de Méritens. Pablo era el tercer hijo de Juan Jaime de Cominges, barón de Peguilhan y vizconde de Monfaucon (1547- ) y Francisca de Montclar, hija de Pedro de Montclar, señor de Montblanc y de Ana de Saint Lary.
Juan Jaime de Cominges, Vizconde de Péguilhan, señor de Montfaucon, Caballero de la Orden del Rey. Capitán de 50 hombres. Contrajo matrimonio el 14 de enero de 1579 con Francisca de Montclar, hija de Pedro, vizconde de Montclar y de Ana de Saint-Lary. Tuvieron los siguientes hijos:
1. Roger, conde de Péguilhan,[94][95] casado en 1602 con Catalina de Borbón, hija de Anet de Borbón, barón de Barbazán y de Andresa d´Antín. Tuvieron una hija: Marta, casada en 1649 con Juan Enrique d´Escodeca de Boisse. Murió en 1717.
2. Pablo, señor de Saint-Lary,[96] que sigue.
3. Carlos, señor de Montblanc, muerto sin descendencia en 1622.
4. Pedro, señor de Montblanc.
5. Francisca, casada con el señor de Lafitte.

Pablo de Cominges, barón de Saint-Lary por donación, el 1 de abril de 1585, de su abuela, Ana de Saint-Lary. Contrae matrimonio el 8 de junio de 1615 con Juana de Méritens. Son padres de dos hijos: Roger (que sigue) y Clara.
Roger de Cominges, barón de Saint-Lary, casado el 12 de diciembre de 1650 con Juana de Lamarque. Son padres de Jordán, que continúa la línea; de Magdalena, casada el 15 de diciembre de 1680 con Francisco d´Arros, señor de Manguis; y de Paula de Cominges.
Jordán de Cominges, barón de Saint-Lary. Capitán, por comisión del rey de 25 de mayo de 1705, de une compañía de dragones. Caballero de Saint-Louis. Casado el 9 de diciembre de 1693 con María Ana de Barrau, son padres de:
1. Bernardo, que sigue.
2. Gastón, murió joven en 1729, teniente de un régimen de Turena.
3. Marta, casada con Juan Francisco de Pouy, barón de Sacere.
4. Juana, abadesa de Fabas, fallecida el 4 de febrero de 1763.

Bernardo de Cominges.,  barón de Saint-Lary, nacido el 16 de octubre de 1696. Caballero de Saint-Louis en 1735. Casado dos veces. En primeras nuncias con Juana Francisca de Gaillon, son padres de José María, nacido el 15 de enero de 1734, capitán de dragones en 1755.
Bernardo de Cominges se volvió a casar el 6 de enero de 1738 con María Ana de Soulas, son padres de: Juan Bernardo, que continúa la línea; y de Marta María Ana de Cominges, nacida en Tours el 9 de noviembre de 1739.
Juan Bernardo de Cominges, Barón de Saint-Lary, caballero de la Orden de Saint Louis, capitán de dragones en La Rochefoucauld, nacido el 7 de noviembre de 1753 en el castillo de Saint-Lary, casado 8 de octubre de 1798 María Josefa de Malvin de montazet. Tuvieron cuatro hijos:
1. José Héctor Gustavo, que sigue;
2. Juan Bernardo León, nacido el 28 de julio de 1801;
3. Luis Francisco Fernando, hermano gemelo del anterior, que entró al servicio de España en 1823, como teniente del regimiento de infantería de la Guardia Real Española, Casado en 1830 con la señorita Josefina Fernández de Córdoba, no tuvieron hijos. Después de la muerte de Fernando VII se retiró en Valencia. Se propuso entonces a regresar a Francia, pero murió el 8 de julio de 1837. Está enterrado en Tarragona.
4. José Francisco Augusto, casado con Eugenia de Saint-Gresse. Tuvieron tres hijos: Juana; José; otra Juana.

José Héctor Gustavo de Cominges, Barón de Saint-Lary, capitán de la Guardia Real Española. Nacido 27 de agosto de 1800 en Saint-Lary, murió 10 de marzo de 1855 en el mismo lugar, se casó 3 de mayo de 1829 con Alejandra de Mun-Sarlabous. Son padres de:
1. Elías, que sigue;
2. Fernando, nacido en 1836 en Saint-Lary, murió 13 de mayo de 1905 en el mismo lugar. Casado con Josefina de Balzac de Firmy.[119] Son padres de Bernard de Cominges (1861-1883) y de Odón de Cominges (1862-1903), Capitán de Fragata,[120] casado con María Victoria Isabel de Lamothe-Tenet .[121] son padres de Roger, Eugenia y Odette de Cominges.
3. Blanca, nacida el 5 de mayo de 1865,[122] murió el 1 de febrero de 1961, se casó 12 de febrero de 1890 Roger de Ginestet.

Elias de Cominges, conde de Cominges, barón de Saint-Lary. Nacido el 6 de marzo de 1831 en Saint-Lary, murió el 20 de junio de 1894 en París, se casó 14 de mayo de 1861 en París con Felicia Borch, tuvieron tres hijos:
1. Americo, que sigue.
2. Margarita de Cominges, nacida 1864, murió 30 de octubre de 1903 en París, se casó 27 de septiembre de 1888, en París, Paul Rambourg capitán de coraceros.
3. Isabel de Cominges, casada el 4 de julio de 1892, en París, con Mauricio, conde de Pillet-Will.[128]

Américo de Cominges, conde de Cominges, capitán de caballería. Nació el 25 de abril de 1862, en Toulouse, murió 11 de noviembre de 1925 en París. Se casó en 1886 con Nahida de Waldner de Freundstein, hija de Godofredo, Conde de Freundstein Waldner, y de Inés de Bourgoing. Tuvieron un hijo:
Bertrand de Cominges, conde de Cominges, nacido el 8 de marzo de 1901. Casado el 2 de julio de 1923 con María van Thayer. Son padres de seis hijos:
1. Margarita de Cominges. Nacida el 21 de junio de 1924
2. Américo de Cominges. Nació el 23 de octubre de 1925. Casado con Guillonne de Quenetain, hija de los vizcondes de Quenetain.
3. Julia de Cominges. Nacida el 10 de mayo de 1928
4. Juan Odon de Cominges. Nacido el 31 de octubre de 1929
5. Elias de Cominges, que sigue.
6. Nahida de Cominges. Nacida el 1 de diciembre de 1940

Elias de Cominges, nacido el 25 de julio de 1935. Actual conde de Cominges; Caballero de Justicia de la Orden de Malta.

## Lista de los condes soberanos de Cominges
- ver Les Comtes de Comminges
- Árbol genealógico (en francés)

1. Roger, conde de Cominges y de Carcassonne (928).
2. Arnaud I, co-conde de Cominges y de Couserans, Conde de Carcassonne y de Razés (957).
3. Roger I, co-conde de Cominges (949).
4. Arnaldo II, co-conde de Cominges (979).
5. Roger II, co-conde de Cominges (1000-1035).
6. Odón I, co-conde de Cominges (1000-1035).
7. Arnaud III, conde de Cominges (1035-1070).
8. Roger III, conde de Cominges (1070-1105).
9. Bernard I, conde de Cominges, señor de Samatán y de Muret (1105-1145).
10. Bernard II, conde de Cominges y de Couserans (1145-1153).
11. Bernard III, conde de Cominges (1153-1176).
12. Bernard IV, conde de Cominges y de Bigorre (1176-1225).
13. Bernard V, conde de Cominges (1225-1251).
14. Bernard VI, conde de Cominges (1251-1295).
15. Bernard VII, conde de Cominges (1295-1312).
16. Bernard VIII, conde de Cominges y vizconde de Turenne (1312-1335).
17. Juan I, conde de Cominges y vizconde de Turenne (1335-1339).
18. Juana I, condesa de Cominges (1339-1350) (en disputa con su tío Pedro Ramón I).
19. Pierre-Raimond I, conde de Cominges (1339-1341).
20. Pierre-Raimond II, conde de Cominges (1341-1375).
21. Margarita I, condesa de Cominges (1375-1443).
22. Juana II de Auvernia (1378-1424), condesa de Auvernia, de Bolonia y de Cominges.
23. Mateo de Foix-Lautrec, conde de Cominges (1443-1453).
24. Carlos VII de Francia, rey de Francia, duque de Berry y de Touraine, conde de Ponthieu y de Cominges (1453-1461). Heredero de la Princesa Margarita de Cominges.
25. Luis XI de Francia, rey de Francia entre 1461 y 1483. Cedió el condado de Cominges a Juan de Lescun en el año 1461.
26. Juan de Lescun, Mariscal de Francia, gobernador de Dauphine, Teniente General del Ducado de Guyenne, Consejero y Chambelán del rey. Conde de Cominges por designio real (1461-1472). Murió sin descendencia.
27. Odet de Aydie, gobernador, Almirante y Gran Senescal de Guyenne. El rey le cedió, en 1473, el condado de Cominges para él y sus herederos. Pero falleció sin descendencia en 1498.
28. Luis XII de Francia, rey de Francia, de 1498 a 1515. En 1498, a la muerte de Odet de Aydie, el condado de Cominges (enajenado en 1462) vuelve a la corona.
29. Juan de Foix-Lautrec, conde de Cominges por designio real (1472-1494).
30. Odet de Cominges, conde de Cominges y vizconde de Lautrec, Mariscal de Francia (1494-1528).
31. Enrique de Foix-Lautrec, conde de Cominges (1528-1540).
32. Claudia de Foix-Lautrec, condesa de Rethel, de Cominges, de Beaufort en Champagne, vizcondesa de Lautrec (1540-1553).
33. Francisco I de Francia, rey de Francia,..., conde de Cominges[134] (1553-1547).
34. Enrique II de Francia, rey de Francia,..., conde de Cominges (1547-1552).
35. Pablo de la Barthe,[135] señor de Termes en Couserans, Mariscal de Francia. Conde de Cominges por designio real (1552-1565).
36. Carlos IX de Francia, rey de Francia,..., conde de Cominges (1565-1574).
37. Enrique III de Francia, rey de Francia,..., conde de Cominges (1574-1589).
38. Enrique IV de Francia, rey de Francia,..., conde de Cominges (1589-1610).
39. Luis XIII de Francia, rey de Francia entre 1610 y 1643. Cedió el condado de Cominges a Gastón Jean Baptiste de Cominges, conde de Guitaut, en 1638.
40. Gaston Juan Bautista de Cominges-Guitaut, conde de Cominges (1638-1670). Caballero del Saint-Esprit desde el 31 de diciembre de 1661. Embajador francés en Inglaterra (1661-1664).
41. Luis de Cominges-Guitaut, conde de Cominges (1670-1712). Gobernador de Saumur y del Alto Anjou.
42. Roger Jaime de Cominges-Lastronques, conde de Cominges y marqués de Lastronques (1718-1785).
43. Roger Luis de Cominges-Lastronques, conde de Cominges y señor de Montaut (1785-1789).
44. Roger Américo de Cominges-Lastronques, conde de Cominges, marqués de Lastronques y señor de Montaut (1789-1840).
45. Elías de Cominges-Saint-Lary, conde de Cominges y señor de Saint-Lary (1840-1894).
46. Américo Elías Enrique de Cominges-Saint-Lary, conde de Cominges y barón de Saint-Lary (1894-1925).
47. Bertrand de Cominges-Saint-Lary, conde de Cominges (1925-1987).
48. Elias de Cominges-Saint-Lary, conde de Cominges.
49. Elias II de Cominges-Saint-Lary.

## Títulos
De los hermanos citados anteriormente, Arnaud y Roger de Cominges, descienden todas las ramas de la casa de Cominges, las principales son:
- Los condes soberanos de Cominges.
- Los condes soberanos de Carcassonne y Beziers.
- Los condes soberanos de Razés.
- Los condes soberanos de Foix.
- Los vizcondes soberanos y príncipes de Béarn.
- Los condes soberanos y vizcondes de Couserans, los señores de Soulán.
- Los condes de Benque.
- Los condes soberanos de Pallars y vizcondes de Villemir.
- Los condes soberanos de Bigorre, vizcondes y príncipes de Marsán.
- Los condes y vizcondes de Bruniquel, los señores de Terride.
- Los señores de Aspet.
- Los condes y vizcondes d´Auré, los señores de Larboust y los duques de Gramount, de Guiche y de Lesparre.
- Los vizcondes soberanos y príncipes de Turenne.
- Los marqueses y condes de España, los señores y marqueses de Montespán y de Ramefort.[136]
- Los señores de Albi.
- Los vizcondes de Lautrec.
- Los señores de Savés y condes de Peguilhan.
- los señores de Arán.
- Los señores de Muret, de Samatán y de Lombez.
- Los señores de Donnezan en Foix.
- Los señores de Montpellier.
- Los señores de Montblanc, de Mondilhan y Escoubas.
- Los señores del valle de Birós, de Castillón y Miramont
- Los señores de Roquefort.
- Los señores y condes de Guitaut.
- Los barones y señores de Saint-Lary.
- Los señores de Frechet.
- Los marqueses de Vervins.[137]
- Los marqueses de Lastronques y los señores de Sieuras.
- Los señores y barones de Puygaillard.
- Los señores de Pointis.
- Los señores de Pallars.
- Los señores de Ste Foy.
- Los señores de Fleac.
- Los marqueses de la Ferriere.
- Los señores de Saubole.
- Los señores de Mancioux, de Saint Martory y barones de Montpezat
- Los señores de Frechet.
- Los señores de Soulán y de Lescure.
- Los señores de Serriere.

## Escudo de armas

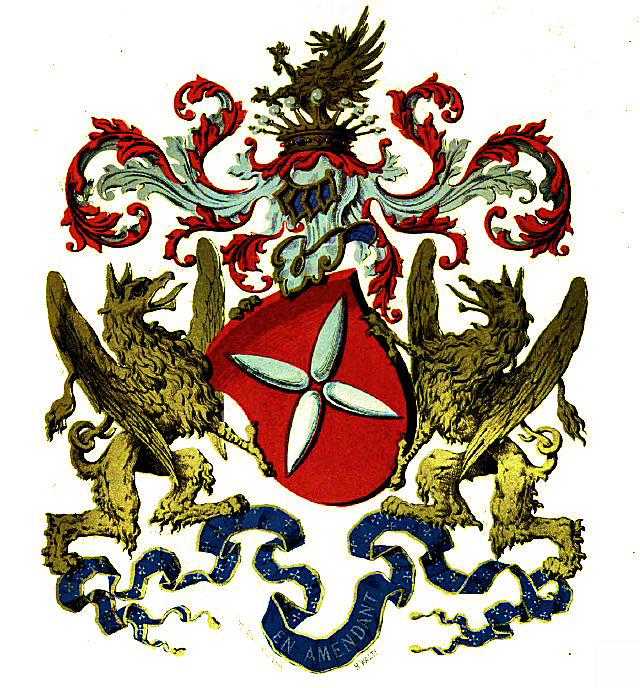
Escudo del conde de Cominges

Armas: De gueules, à quatre otelles ou amandes d´argent posées en sautoir. L´écu surmonté d´un casque de chevalier, orné de ses lambrequins et timbré d´une couronne de Comte, ayant pour cirmier un griffon issant d´or. Supports: Deux griffons d´or. Divise: En amendant.
El escudo de Cominges suele estar blasonado así: de gules con cuatro oteles de plata decorados con saltire, que corresponde a un campo rojo sobre el que aparecen cuatro puntas de lanza, o incluso, según algunos, cuatro "almendras peladas" de color blanco. Si se miras con escrupulosa atención las marcas de los sellos impresos por los condes Bernardo IV y Bernardo V, se distingue claramente, ya sea en el escudo, en el casco, en la cubierta del caballo o incluso en el gonfanon de la lanza, una cruz latina cuyas ramas pattée se ensanchan y se expanden. hasta fusionarse completamente con el borde del escudo.
Una explicación sobre el origen del blasón de Cominges (originariamente: «D'argent à la croix pattée de gueules») puede estar relacionado con las cruzadas en el siglo XII. El nacimiento del escudo de la Casa de Cominges y su Cruz coincide en el tiempo con Dodón-Bernard de Cominges, señor de Samatán, futuro conde de Cominges, quien ingresó en la orden del Temple como miembro asociado antes del año 1150.
Es razonable pensar que la Cruz del escudo de Cominges, que con los años ha derivado en cuatro otelas o almendras y, posteriormente hacia cuatro puntas de lanza, se encuentre en la Cruz de los cruzados. Es interesante comentar que la Cruz templaría aparece en 1147, cuando el papa Eugenio III concedió a dicha orden la insignia y no antes. Si los condes siguieron llevando con posterioridad el emblema de la Cruz sería como símbolo de permanencia del voto de cruzados.
El emblema que llevan los condes de Comminges es, por tanto, una cruz pattée, de color rojo sobre fondo blanco. Escudos que han sufrido una ligera rotura, como lo indica en los sellos la presencia de la cenefa en la que confluyen los extremos de las ramas. Esta cruz pattée de gules sobre superficie plateada evoca evidentemente las armas que portaban, en su estandarte y capas blancas, los caballeros de la milicia del Templo. Incapaz de reproducir idénticamente las armas de las milites Christi, como lo prohíbe una norma básica del código heráldico, Bernardo IV recurrió a una orla que resulta muy práctica para distinguirse –pero no demasiado– de la prestigiosa orden militar religiosa. que había podido colmar de favores. Mediante la adopción de tales escudos de armas, es claramente la historia familiar y más precisamente la del padre la que se magnifica. Se rinde homenaje y honor no sólo al templario Bernardo III, sino también al abuelo del conde, el primero de los Bernardos, que a finales de la década de 1110 se distinguió en la península ibérica, especialmente en la región de Zaragoza y Tudele, luchando contra los musulmanes. 
Tras la incorporación de los Estados de Cominges a la corona de Francia en 1453 se le añade la flor de lis.
Armas actuales de la casa de Cominges: En campo de gules, cuatro puntas de lanza de plata puestas en sotuer (también: De gueules aux quatre otelles d'argent apointées et posées en sautoir). El escudo surmontado de un casco de caballero, ornado de sus lambrequines, y timbrado con una corona de Conde, teniendo por cimera un grifo naciente de oro, por soportes dos grifos del mismo metal y diferentes divisas, como:
- "EN AMENDANT"
- "EN VIVANT NOUS AMENDONS"[143]
- "EN CROYANT NOUS AMANDONS".[144]
- "NULLA VIS MUNDI ME INMUTABIT EMENDANDO CREDENDO"[145]
- "COMINGES ET FOIX"